# 伊號第五百一潛艦
伊号第五百一潜舰（いごうだいごひゃくいちせんすいかん）是大日本帝国海军的一艘潜水艇。

## 概要
原本为纳粹德国海军IX級潛艇U-181号。1942年5月9日服役，总计击沉27艘船只（大西洋26艘印度洋1艘）。在第33潛艇區艦隊执行任務的中途，由于1945年（昭和20年）5月纳粹德国向同盟国投降，在新加坡被大日本帝国海军收编，7月15日艦籍登入为伊號第五百一潛艦。由于入籍时正值战争末期，并未有活跃表现，在新加坡被英国海军收编，1946年（昭和21年）2月12日作擊沉處理。